# Окуидзумо
Окуидзумо (яп. 奥出雲町 Окуидзумо-тё:) — посёлок в Японии, находящийся в уезде Нита префектуры Симане. Площадь посёлка составляет 368,06 км², население — 13 482 человека (1 августа 2014), плотность населения — 36,63 чел./км².

## Географическое положение
Посёлок расположен на острове Хонсю в префектуре Симане региона Тюгоку. С ним граничат города Ясуги, Уннан, Сёбара и посёлок Нитинан.

## Население
Население посёлка составляет 13 482 человека (1 августа 2014), а плотность — 36,63 чел./км². Изменение численности населения с 1980 по 2005 годы:
| 1980 | 19 057 чел. |  |
| 1985 | 18 706 чел. |  |
| 1990 | 18 100 чел. |  |
| 1995 | 17 426 чел. |  |
| 2000 | 16 689 чел. |  |
| 2005 | 15 812 чел. |  |

## Символика
Деревом посёлка считается Zelkova serrata, цветком — Hymenanthes.